# Live at Third Man Records (Billie Eilish)
Live at Third Man Records è il primo album dal vivo della cantante statunitense Billie Eilish, pubblicato il 6 dicembre 2019 dalla Third Man.

## Descrizione
Contiene la registrazione del concerto acustico tenuto dalla cantante, accompagnata dal fratello Finneas O'Connell, presso gli studi della Third Man Record di proprietà di Jack White.
Il disco è stato pubblicato in tiratura limitata e in due colorazioni differenti: verde e splatter nero e blu con copertina creata da Eilish stessa. Il 29 agosto 2020, in occasione dell'annuale Record Store Day, l'album è stato ristampato sempre in formato vinile.

## Tracce
Lato A
1. All the Good Girls Go to Hell
2. Ocean Eyes
3. Bad Guy
4. Idontwannabeyouanymore
5. Bury a Friend

Lato B
1. Come Out and Play
2. Copycat
3. I Love You
4. Bellyache
5. When the Party's Over

## Formazione
- Billie Eilish – voce, pianoforte (tracce 2, 4 e 10)
- Finneas – chitarra acustica

## Classifiche
| Classifica (2020) | Posizione massima |
| ----------------- | ----------------- |
| Stati Uniti       | 55                |